# NCIS (serie de televisión)
NCIS (conocida como Navy: Investigación criminal en España y NCIS: Criminología Naval en Hispanoamérica) es una serie de televisión de la cadena estadounidense CBS, que trata sobre un equipo de agentes especiales del Servicio de Investigación Criminal de la Marina de los Estados Unidos, que se estrenó en los Estados Unidos el 23 de septiembre del 2003. El concepto y los personajes fueron presentados inicialmente en un capítulo doble de la también serie de la CBS, JAG (en los episodios 20 y 21 de la octava temporada). El productor ejecutivo es Donald P. Bellisario.
Está entre las series más vistas de los Estados Unidos, al punto de que el decimotercer capítulo de la octava temporada, tuvo alrededor de 22.500.000 de espectadores. El mismo año, la serie fue elegida como la serie favorita en el país, subiendo tres puestos respecto al año 2009.
El 9 de abril de 2024, CBS renovó la serie para una vigesimosegunda temporada, que se estrenó el 14 de octubre de 2024. El 20 de febrero de 2025, CBS renovó la serie para una vigesimotercera temporada.

## Sinopsis
La serie NCIS sigue a unos agentes federales del Equipo de Respuesta en Casos Principales (ocasionalmente se trata de terrorismo, pues el NCIS se encarga de investigar posibles atentados terroristas, mientras estén de algún modo relacionadas con la marina) del Servicio de Investigación Criminal Naval, cuyo cuartel general está en el Arsenal Naval de Washington, en Washington D. C. Al equipo le asignan frecuentemente casos prominentes como la muerte del asesor de misiles nucleares del Presidente, una situación de bomba en un buque de guerra de la Armada, la muerte de una celebridad durante un reality show en una base del Cuerpo de Marines de los Estados Unidos, amenazas terroristas y secuestros. Sin embargo, les pueden asignar cualquier tipo de caso criminal, siempre que esté relacionado con el Cuerpo de Marines o la Armada.

## Reparto
- Mark Harmon como Leroy Jethro Gibbs (temporadas 1–19)
- Sasha Alexander como Caitlin Todd (temporadas 1–2; temporadas 3, 8–9 y 12, invitada)
- Michael Weatherly como Anthony DiNozzo (temporadas 1–13; temporada 21, invitado)
- Pauley Perrette como Abby Sciuto (temporadas 1–15)
- David McCallum como el Dr. Donald «Ducky» Mallard (temporadas 1–20; temporada 21 solo acreditado)
- Sean Murray como Timothy McGee (temporadas 2–presente; temporada 1, recurrente)
- Coté de Pablo como Ziva David (temporadas 3–11; temporada 3 y 16, invitada; temporada 17, recurrente)
- Lauren Holly como Jenny Shepard (temporadas 3–5; temporadas 9 y 12, invitada)
- Rocky Carroll como Leon Vance (temporada 6–presente; temporada 5, recurrente)
- Brian Dietzen como el Dr. Jimmy Palmer (temporadas 10–presente; temporadas 1–9, recurrente)
- Emily Wickersham como Eleanor Bishop (temporadas 11–18; temporada 11, invitada)
- Wilmer Valderrama como Nicholas Torres (temporadas 14–presente)
- Jennifer Esposito como Alexandra Quinn (temporada 14)
- Duane Henry como Clayton Reeves (temporadas 14–15; temporada 13, invitado)
- Maria Bello como la Dra. Jacqueline Sloane (temporadas 15–18)
- Diona Reasonover como Kasie Hines (temporadas 16–presente; temporada 15, recurrente)
- Katrina Law como Jessica Knight (temporadas 19–presente; temporada 18, invitada)
- Gary Cole como Alden Parker (temporadas 19–presente)

## Episodios
NCIS se emite en la hora de más audiencia de la televisión estadounidense, saliendo al aire los martes a las 20. Está entre las series con más duración en dicha franja horaria, considerándose además una de la más vistas de la actualidad, incluso en el mundo, según la Eurodata TV Worldwide.
| Temporada | Temporada | Episodios | Episodios | Emisión original         | Emisión original    | Ranking | Rating |
| Temporada | Temporada | Episodios | Episodios | Primera emisión          | Última emisión      | Ranking | Rating |
| --------- | --------- | --------- | --------- | ------------------------ | ------------------- | ------- | ------ |
|           | Intro     | 2         | 2         | 22 de abril de 2003      | 29 de abril de 2003 | —       | —      |
|           | 1         | 23        | 23        | 23 de septiembre de 2003 | 25 de mayo de 2004  | 23      | 7.8    |
|           | 2         | 23        | 23        | 28 de septiembre de 2004 | 24 de mayo de 2005  | 22      | 8.8    |
|           | 3         | 24        | 24        | 20 de septiembre de 2005 | 16 de mayo de 2006  | 12      | 9.8    |
|           | 4         | 24        | 24        | 19 de septiembre de 2006 | 22 de mayo de 2007  | 15      | 9.0    |
|           | 5         | 19        | 19        | 25 de septiembre de 2007 | 20 de mayo de 2008  | 11      | 9.2    |
|           | 6         | 25        | 25        | 23 de septiembre de 2008 | 19 de mayo de 2009  | 5       | 10.9   |
|           | 7         | 24        | 24        | 22 de septiembre de 2009 | 25 de mayo de 2010  | 4       | 11.5   |
|           | 8         | 24        | 24        | 21 de septiembre de 2010 | 17 de mayo de 2011  | 5       | 11.8   |
|           | 9         | 24        | 24        | 20 de septiembre de 2011 | 15 de mayo de 2012  | 2       | 12.3   |
|           | 10        | 24        | 24        | 25 de septiembre de 2012 | 14 de mayo de 2013  | 1       | 13.5   |
|           | 11        | 24        | 24        | 24 de septiembre de 2013 | 13 de mayo de 2014  | 1       | 12.6   |
|           | 12        | 24        | 24        | 23 de septiembre de 2014 | 12 de mayo de 2015  | 2       | 11.6   |
|           | 13        | 24        | 24        | 22 de septiembre de 2015 | 17 de mayo de 2016  | 1       | 12.8   |
|           | 14        | 24        | 24        | 20 de septiembre de 2016 | 16 de mayo de 2017  | 2       | 11.4   |
|           | 15        | 24        | 24        | 26 de septiembre de 2017 | 22 de mayo de 2018  | 2       | 10.3   |
|           | 16        | 24        | 24        | 25 de septiembre de 2018 | 21 de mayo de 2019  | 3       | 9.6    |
|           | 17        | 20        | 20        | 24 de septiembre de 2019 | 14 de abril de 2020 | 2       | 12.5   |
|           | 18        | 16        | 16        | 17 de noviembre de 2020  | 25 de mayo de 2021  | 3       | 10.3   |
|           | 19        | 21        | 21        | 20 de septiembre de 2021 | 22 de mayo de 2022  | 3       | 11.9   |
|           | 20        | 22        | 22        | 19 de septiembre de 2022 | 22 de mayo de 2023  | 3       | 9.86   |
|           | 21        | 10        | 10        | 12 de febrero de 2024    | 6 de mayo de 2024   | 4       | 9.66   |
|           | 22        | 20        | 20        | 14 de octubre de 2024    | 5 de mayo de 2025   | —       | —      |

## Emisiones internacionales
En el Perú se emite por los canales del Grupo ATV y AXN; en España se está emitiendo en La Sexta, Atreseries y AXN.

## Series derivadas

### NCIS: Los Ángeles
En noviembre de 2008, se anunció que una serie derivada ambientada en Los Ángeles se introduciría en los episodios «Legend (Part I)» y '«Legend (Part II)» (ambos de la sexta temporada). En mayo de 2009, CBS ordenó la serie con el título NCIS: Los Ángeles. La serie se estrenó el 22 de septiembre de 2009.

### NCIS: New Orleans
En septiembre de 2013, se anunció que una segunda serie derivada, ambientada en Nueva Orleans, se introduciría en los episodios «Crescent City (Part I)» y «Crescent City (Part II)» de la undécima temporada de NCIS. En mayo de 2014, CBS ordenó la serie con el título NCIS: New Orleans. La serie se estrenó el 23 de septiembre de 2014.

### NCIS: Hawaiʻi
El 16 de febrero de 2021, The Hollywood Reporter reportó que se estaban cerrando acuerdos para una cuarta serie de la franquicia NCIS, titulada NCIS: Hawaiʻi. El 23 de abril de 2021, CBS oficialmente ordenó la serie. La serie se estrenó el 20 de septiembre de 2021.

### NCIS: Sydney
El 16 de febrero de 2022, se reportó que se estaba preparando una serie derivada ambientada en Sídney, Australia. La serie se estrenó el 10 de noviembre de 2023.

### NCIS: Origins
El 5 de enero de 2024, CBS ordenó la producción de una serie precuela centrada en los inicios de la carrera de investigación de Leroy Jethro Gibbs. La serie tiene previsto su estreno el 14 de octubre de 2024.

## El nombre de la serie
NCIS: Naval Crime Investigative Service (Servicio Naval de Investigación Criminal).
Durante la primera temporada NCIS salió al aire bajo el nombre de Navy NCIS; puesto que la N inicial es de Naval, el nombre es redundante. La decisión de usar este nombre a pesar de las objeciones de Bellisario, tenía dos fines:
- Atraer nuevo público (especialmente el de JAG) que no conocía la abreviatura NCIS.
- Distinguirse de otras series de la CBS similares, como CSI: Crime Scene Investigation y sus secuelas.

Después de una exitosa primera temporada el nombre se acortó a NCIS.
Curiosidad: es recurrente en los capítulos la referencia como fuente de información citar a la ZNN, alusión indirecta a la CNN.